# Пояна-Хумей
Пояна-Хумей (рум. Poiana Humei) — село у повіті Нямц в Румунії. Входить до складу комуни Онічень.
Село розташоване на відстані 269 км на північ від Бухареста, 62 км на схід від П'ятра-Нямца, 56 км на південний захід від Ясс.

## Населення
За даними перепису населення 2002 року у селі проживали 268 осіб, усі — румуни. Усі жителі села рідною мовою назвали румунську.